# Korpásodás
A korpásodás (korábban: Pityriasis capitis) a hajas fejbőr fokozott hámlással járó folyamata. A nagy számban lehulló, elhalt hámsejtek fokozott képződése mögött a fejbőr sejtek újratermelődési ciklusának felgyorsulása áll, amit a bőr fokozott immunválaszán alapuló, gyulladásos jellegű reakció idéz elő. Okai még nem teljesen tisztázottak. A ma legelfogadottabb hipotézis szerint a fokozott immunreakciót az egyéni genetikai érzékenység megléte esetén a normálisan a fejbőrön élő, hajzsírral táplálkozó gombafaj (Malassezia globosa) által elbontott faggyú melléktermékeként felszabaduló és a fejbőrbe kerülő olajsav váltja ki. Az immunreakció mértékétől függően a korpásodásnak fokozatai vannak, lehet a fokozott hámlás az egyetlen tünet, de kísérheti viszketés is. Fokozottabb immunválasz esetén már a bőrgyulladás látható jelei is jelentkeznek, ekkor már seborrheás dermatitis-nek nevezik az ugyanazon folyamat súlyosabb fokozatát jelentő jelenséget.
A korpásodás és a seborrheás dermatitis legtöbb formája korpásodás elleni samponok és más helyi készítmények használatával visszaszorítható. A korpásodás jellemzően a kezelések ellenére illetve abbahagyása után visszatér.
A korpásodás más betegségek tünete is lehet: például seborrhea, pikkelysömör (pszoriázis), gombásodás vagy a fejtetű okozta bőrelváltozás.
A korpásodás gyakori jelenség, a teljes populáció mintegy 50%-át érinti Előfordulása változik az életkorral és férfiak közt gyakoribb, mint nőknél. Legtöbbször serdülőkorban jelentkezik, ezután tartósan fennáll, majd középkorúvá válva általában enyhül, de egyeseknél egész életük során megmarad. Zavaró esztétikai és önbecsülési problémát jelenthet.

## A korpásodás folyamata
A bőrsejtek elhalása és folyamatos cserélődése normális jelenség. Azonban egyeseknél a bőrsejtek termelése, elszarusodása és leválása krónikusan vagy bizonyos kiváltó tényezők következtében megnőhet.
A bőr normál működéséhez tartozik, hogy felső hámrétege (epidermisz- vagy kutikularétege) folyamatosan megújul, alsó rétegének sejtjei osztódással szaporodnak, a sejtek lassan a felszín felé nyomódnak, végül elszarusodnak és leválnak. A legtöbb embernél ezek a kis elhalt bőrdarabok láthatatlanul aprók. Bizonyos tényezők azonban a bőrsejteknek, különösen a fejbőr sejtjeinek ezt az újratermelődési folyamatát felgyorsítják. A korpás fejbőrű emberek bőrsejtjei 2-7 nap alatt megérnek és leválnak, míg az egészséges fejbőrnél ez az érték 30 nap körül van. Az így elhalt nagyobb mennyiségű bőrsejt a megnőtt faggyútermelődés miatt összetapadva nagy, olajos csomókban válik le, amelyek fehér vagy szürkés foltokként jelentkeznek a fejbőrön, egyéb bőrterületeken vagy a ruházaton.

### Seborrheás dermatitis
A seborrheás dermatitisz (jelentése: "faggyútermeléses bőrgyulladás", más néven: seborrheás ekcéma, seborrhea) ugyanannak a jelenségnek egy erősebb fokozata, mint a korpásodás: Ha az egyén immunreakciója erősebb, a fokozott hámlás és viszketés mellett már látható gyulladásos reakciók - bőrpír, bőrgyulladás - is kialakulnak. A jelenségnek ezt a fokozatát orvosi néven már seborrheás dermatitis-nek nevezik. Korpásodásnak csak a fejbőrön megjelenő hámlást nevezik, seborrheás dermatitis viszont a fejbőr mellett más, erős faggyútermelésre hajlamos testtájon, így az arc és a törzs faggyúmirigyekben gazdag tájain is kialakulhat.
A kipirosodott bőr és a viszketés, különösen ha az orr- és szemöldöktájékon is megjelenik, valójában seborrheás dermatitiszre utal. A száraz, kemény, jól körülhatárolt hámsérülések (léziók), nagy, ezüstszínű pikkelyes leválással inkább a fejbőr ritkább pikkelysömörös (pszoriázis) megbetegedését jelenthetik.
Évszaki változások, stressz és immunszupresszió befolyásolhatják a seborrheás dermatitiszt.

## A korpásodás okai
A korpásodás okait még nem sikerült igazán tisztázni. Ma úgy tűnik, kialakulása három tényezővel mutat kapcsolatot:
1. A bőr által termelt faggyú (sebum)[5]
2. A bőrön élő egyes mikroorganizmusok (legjellemzőbben a Malassezia élesztőgombák) anyagcseretermékei[6][7][8][9][10]
3. Egyéni érzékenység miatti immunválasz

A korábbi orvosi irodalom a Malassezia furfur (korábbi nevén Pityrosporum ovale) nevű gombát tette felelőssé a korpásodásért. Az utóbbi időben felfedezték, hogy a korpásodással sokkal inkább kapcsolatba hozható a Malassezia globosa, egy fejbőr-specifikus gombafaj, mely a legtöbb ember fején, egészséges és a korpás fejbőrön egyaránt megtalálható. E gomba a fejbőrön termelődő faggyú trigliceridjeit bontja le zsíroldó enzim (lipáz) segítségével, melléktermékként olajsav (oleinsav, C18H34O2, egy zsírsav, angol rövidítése OA) keletkezik. Az olajsav behatol az epidermisz felső rétegébe, a szarurétegbe (stratum corneum), ahol az arra fogékony személyeknél fokozott immunválaszt, gyulladásos reakciót vált ki, ami megzavarja a homeosztázist és a szaruréteg sejtjeinek a normálistól eltérő leválását eredményezi.
Esetenként a korpa allergiás reakció is lehet a hajzselékben/-sprékben lévő vegyi anyagokra, hajolajokra vagy akár a korpásodás elleni szerek hatóanyagára.
Nincs arra nézve meggyőző bizonyíték, hogy ételek (pl. a cukor- vagy élesztőbevitel), a sok izzadás vagy az éghajlat szerepet játszana a korpásodás kialakulásában. Mindenesetre egyes zsíros ételek, vagy a gyorsételek túlzott fogyasztása kiválthatja a korpásodást. Ilyen kiváltó tényező lehet a stressz is.

## Kezelés
A korpásodás kezelésére többféle hatásmechanizmusú helyi kezelés létezik, de a probléma ezek ellenére legtöbbször több-kevesebb idő után visszatér. A kezelések: gombaellenes hatóanyagot tartalmazó samponok, gyulladáscsökkentő hatású samponok/készítmények, hámlasztó (keratolítikus) samponok/készítmények, a haj-fejbőr zsírosságának csökkentése normál samponokkal, és a calcineurin gátló készítmények.

###### Gombaellenes hatóanyagú samponok/készítmények
A jelenleg legelterjedtebben használt módszer a gombaölő samponok alkalmazása. Az ezekkel történő rendszeres hajmosás számottevően csökkentheti a korpásodás mértékét. A leggyakrabban alkalmazott gombaölő szerek a cink-pirition komplex, a szelén-szulfid és a ketokonazol. Más termékek tartalmazhatnak teafaolajat vagy pirokton-olamint (Octopirox).
A gombaölő hatóanyagok hatékonyságát a korpásodás kezelésére több kutatásban vizsgálták. Egy 1981-es kutatás a szelén-szulfidot találta a leghatékonyabbnak a vizsgálatban részt vett hatóanyagok közül. Egy 1999-ben végzett összehasonlító vizsgálat a Malassezia furfur elleni hatékonyságot vizsgálta a következő korpásodás elleni samponoknál: Head & Shoulders (Procter & Gamble); Gard Violet (Colgate-Palmolive); Nizoral 1% (Janssen); Nizoral 2% (Janssen); Pantene Blue (Procter & Gamble); Selsun Blue (Abbott). A vizsgálat a ketakonazolt (Nizoral) találta a leghatékonyabbnak, bár az azóta előtérbe került Malassezia globosa elleni hatékonyságot még nem vizsgálta. Egy 2002-es vizsgálat a ketokonazol-tartalmú gombaölő samponokat hatékonyabbnak találta a cink-piritionnál.
A gombaellenes hatóanyagokkal szemben rezisztencia alakulhat ki. Néhány korpamentes hét után a gombák ellenállóvá válhatnak a gombaellenes készítmény hatóanyagával szemben, és a tünetek visszatérnek. Ez a kezelés vagy a készítmény változtatását teszi szükségessé.

###### Gyulladáscsökkentő samponok/készítmények
A fejbőr gyulladását enyhítő szerek nátrium-hidrogén-karbonátot (szódabikarbóna) vagy kátrányt tartalmaznak. Komolyabb fokú bőrgyulladás esetén jönnek szóba a szteroid-tartalmú kortikoszteroid samponok/készítmények.

###### Hámlasztó (keratolítikus) samponok/készítmények
Ilyenek például a szalicilsavas samponok, melyek a szaruréteg leválását elősegítve fokozzák a korparészecskék eltávolítását.

###### Zsírcsökkentés normál samponokkal
Bizonyos mértékű javulást hozhat, ha egyszerűen gyakrabban mosunk hajat, normál samponnal. Ez ugyanis csökkenti a Malessezia globosa gomba táplálékául szolgáló zsír (faggyú), és így az ennek lebontásával képződő, a fejbőrben gyulladást kiváltó olajsav mennyiségét. A hajmosással egyúttal a levált szaruréteget, a korparészecskéket is eltávolítjuk. A gyakori hajmosásnak azonban számos hátránya is van, például a szervezet a fejbőr zsírtermelésének fokozásával reagál.
A korpásodás zavaró esztétikai jelenséget és akár önbecsülési problémát is jelenthet, kezelése ezért pszichológiai szempontból is fontos lehet.

## Fordítás
- Ez a szócikk részben vagy egészben a Dandruff című angol Wikipédia-szócikk ezen változatának fordításán alapul.  Az eredeti cikk szerkesztőit annak laptörténete sorolja fel. Ez a jelzés csupán a megfogalmazás eredetét és a szerzői jogokat jelzi, nem szolgál a cikkben szereplő információk forrásmegjelöléseként.